# آرام هاروتیونیان
آرام هاروتیونیان (ارمنی: Արամ Խաչիկի Հարությունյան؛ زادهٔ ۲۰ ژوئیهٔ ۱۹۶۷) یک سیاستمدار اهل ارمنستان است که از تاریخ ۲۰۰۴ تا تاریخ ۲۰۰۷ در دولت آندرانیک مارگاریان سمت وزیر شهرسازی ارمنستان و از تاریخ ۲۰۰۷ تا تاریخ ۸ مه ۲۰۱۴ در دولت اول سرژ سارگسیان و دولت تیگران سارگسیان سمت وزیر وزیر محیط زیست ارمنستان را برعهده داشت. هاروتیونیان از ۸ مه ۲۰۱۴ تا ۲ آوریل ۲۰۱۵ استاندار کوتایک بود. وی همچنین نماینده دوره‌های دوم و سوم مجلس ملی جمهوری ارمنستان بود.

## زندگی‌نامه
در ۲۰ ژوئیهٔ ۱۹۶۷ در یغوارد، استان کوتایک به دنیا آمد . وی همچنین برنده نشان آنانیا شیراکاتسی و مدال یادبود نخست‌وزیر ارمنستان شده‌است.